# 하야시 도모야
하야시 도모야(일본어: 林 友哉, 1999년 8월 27일~)는 일본의 축구 선수이다.

## 구단 경력
그는 2018년 J2리그의 가마타마레 사누키에 입단했다. 2018년후 J3리그에 강등했다. 2021년까지 36경기에 출전하여, 2득점을 넣었다. 2021년 J3리그의 YSCC 요코하마로 이적했다.